# Hugo Bonatti
Hugo Bonatti (17 de mayo de 1962) es un deportista austríaco que compitió en esquí acrobático. Ganó una medalla de bronce en el Campeonato Mundial de Esquí Acrobático de 1993, en la prueba combinada.

## Medallero internacional
| Campeonato Mundial | Campeonato Mundial   | Campeonato Mundial | Campeonato Mundial |
| Año                | Lugar                | Medalla            | Competición        |
| ------------------ | -------------------- | ------------------ | ------------------ |
| 1993               | Altenmarkt (Austria) | Medalla de bronce  | Combinada          |